# Mariä Himmelfahrt (Elfershausen)

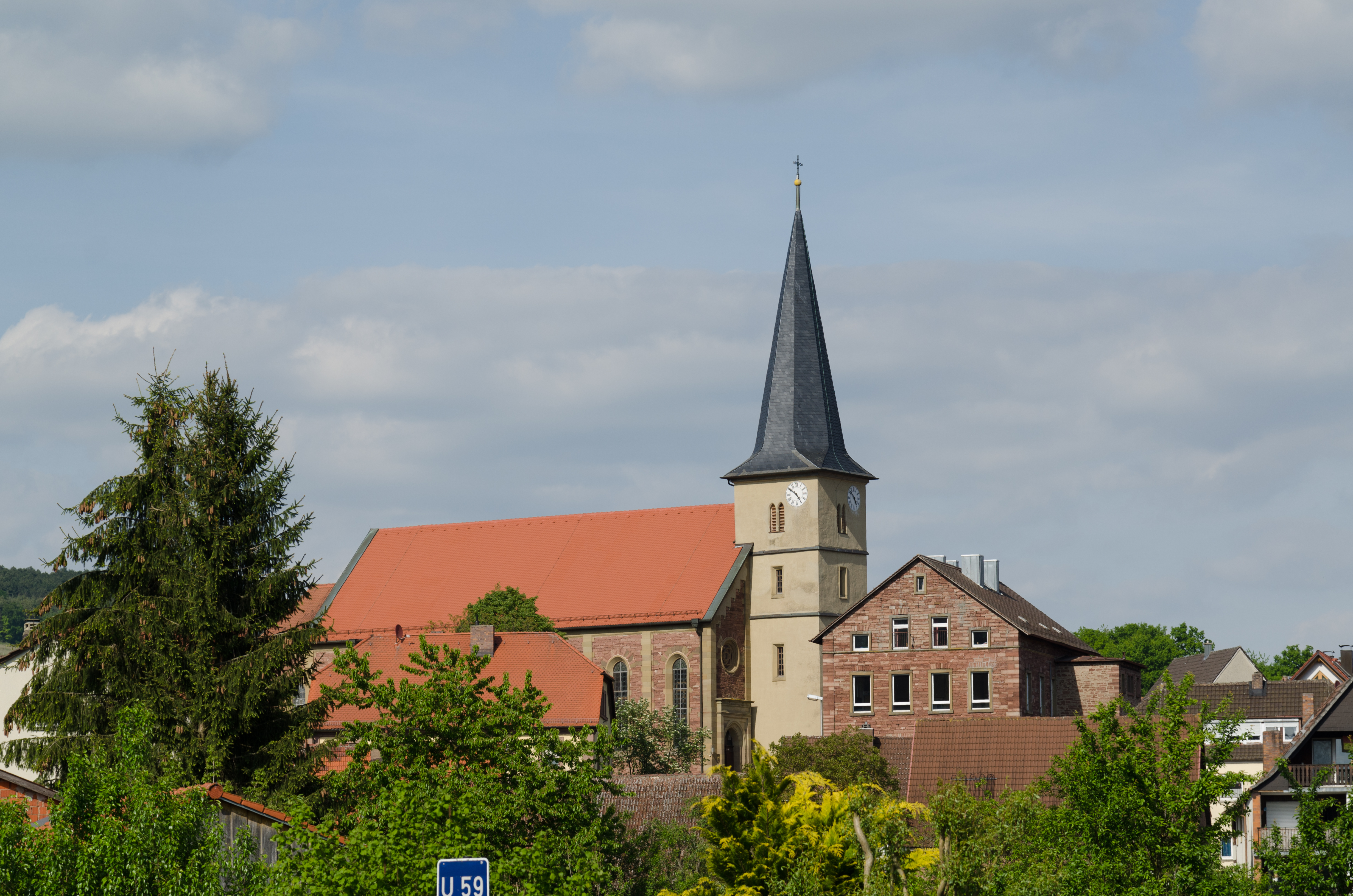
Elfershausen, Marienkirche

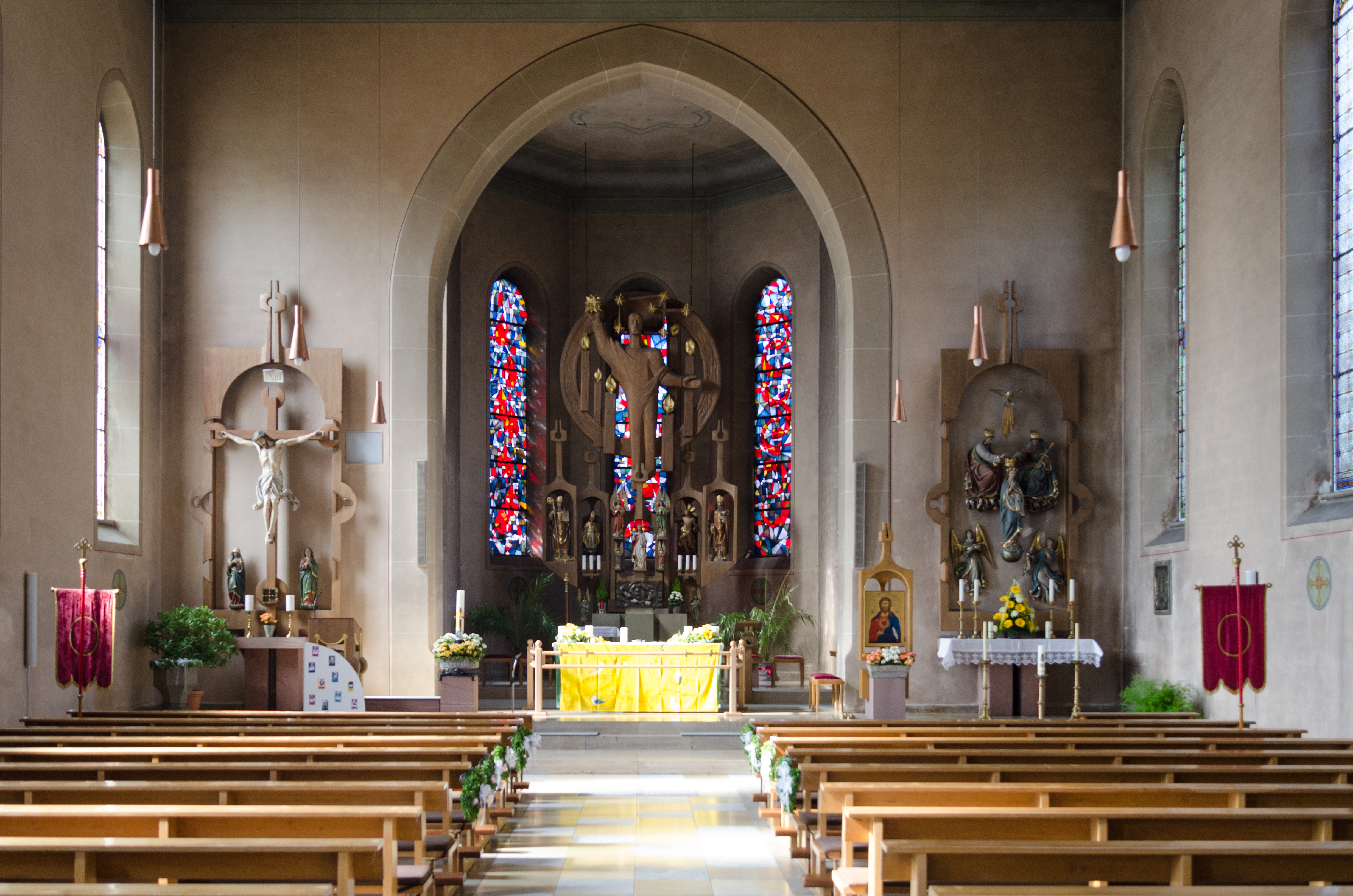
Inneres

Die römisch-katholische Kirche Mariä Himmelfahrt in Elfershausen im bayerischen Landkreis Bad Kissingen gehört zu den Baudenkmälern von Elfershausen und ist unter der Nummer D-6-72-121-2 in der Bayerischen Denkmalliste registriert.

## Geschichte
Der Turm der Kirche stammt aus dem 14. Jahrhundert. Das Langhaus und der Chor entstanden 1866. Die Inneneinrichtung der Kirche wurde in den Jahren 1962 bis 1963 umgestaltet und 1982 ergänzt. Zuvor war die Einrichtung neugotisch.

## Beschreibung
Der dreigeschossige Kirchturm mit spitzbogigen Schallfenstern steht südlich in der Mittelachse des Langhauses. Daneben befinden sich die beiden Portale. Das Langhaus besitzt sieben Fensterachsen und geht in den nördlichen Drei-Achtel-Chor über. Die Fenster der Kirche sind spitzbogig. An der Westseite des Chores ist die Sakristei angebaut.

## Ausstattung
Der Hochaltar besteht aus einem hängenden Relief der Vision des Johannes aus der Offenbarung und einem Unterbau mit den Heiligen Burkard, Valentin, Sebastian und Kilian. Die Seitenaltäre zeigen eine Kreuzigungsgruppe (links) und die Himmelfahrt Mariens (rechts). Die Orgel ist auf der südlichen Empore aufgestellt.

## Glocken
Die Glocken wurden 1628 und 1631 (kleinste Glocke) vor Ort gegossen. Die Durchmesser betragen 95 cm, 92 cm und 80 cm, das Gewicht 930 kg, 420 kg und 310 kg. Die Schlagtöne sind (vermutlich) fis′, a′ und h′. Das wäre ein Te-Deum-Motiv. Ergänzt wurden die drei alten Glocken im Jahre 1961, als Ersatz für eine im Ersten Weltkrieg abgeholte, durch eine weitere kleinere Bronzeglocke. Sie hat ein Gewicht von 210 kg. Gegossen wurde diese von der Glockengießerei Franz Otto Hemelingen aus Bremen und hat den Schlagton d′, wie die auch im Jahre 1628 gegossene Trimberger Glocke. Die drei Glocken aus dem Jahre 1628 haben den Namen „Die drei Schönen“.